# Npj Quantum Information
npj Quantum Information è una rivista scientifica ad accesso aperto sottoposta a revisione paritaria che si occupa di scienza dell'informazione quantistica, compresi gli aspetti meccanici quantistici dell'informatica, comunicazioni, teoria dell'informazione, metrologia, rilevamento e crittografia quantistica. È pubblicato dal Nature Publishing Group con Michelle Simmons (Università del Nuovo Galles del Sud) come caporedattore fondatore. È stata fondata nel 2015. È stata presentata dal ministro dell'Istruzione australiano Christopher Pyne.

## Indicizzazione
La rivista è sintetizzata e indicizzata in
- Current Contents/Physical Chemical and Earth Sciences[3]
- Science Citation Index Expanded
- Scopus.[4]

Secondo il Journal Citation Reports, la rivista ha un fattore di impatto nel 2017 di 9.206.